# Ich, Christian Hahn
Ich, Christian Hahn ist eine 13-teilige, deutsch-schweizerische Fernsehserie aus dem Jahr 1985. Die Serie spielt in der fiktiven pfälzischen Grafschaft Grehweiler zur Zeit des Siebenjährigen Krieges und zeigt die ständigen Missgeschicke des Schneidermeisters Hahn aus der Sicht des jüngeren seiner beiden Söhne, des Christian Hahn. Gedreht wurde die Serie in Ribeauvillé (Elsass) und im Schloss La Motte-Tilly in der Ile-de-France. Regie führte Detlef Rönfeldt.

## Folgen
1. Ein alter Brauch
2. Das Ferkel
3. Das große Los
4. Das Gerücht
5. Die Verwirrung
6. Unrecht Gut
7. Ein teurer Gast
8. Gold
9. Schafe
10. Der Brief
11. Das Reglement
12. Pariser Reise
13. Adieu, Grehweiler

## Ausstrahlung
Die Serie lief im regionalen Vorabendprogramm und ist auf DVD erhältlich.